# 밀기 (바둑)
밀기(push)는 상대의 말(돌)이 중앙으로 나오는 것을 위쪽에서 아래로 미는 수 또는 내 모양이나 집을 키우기 위해 상대의 말(돌)을 밀어붙이는 수다.